# دینوگزانتین
دینوگزانتین (انگلیسی: Dinoxanthin) نوعی گزانتوفیل است که در چرخان ‎تاژک‎ داران یافت میشود و توعی آنتی اکسیدان بالقوه است.